# Liste der Baudenkmäler in Prebitz
Auf dieser Seite sind die Baudenkmäler in der oberfränkischen Gemeinde Prebitz zusammengestellt. Diese Tabelle ist eine Teilliste der Liste der Baudenkmäler in Bayern. Grundlage ist die Bayerische Denkmalliste, die auf Basis des Bayerischen Denkmalschutzgesetzes vom 1. Oktober 1973 erstmals erstellt wurde und seither durch das Bayerische Landesamt für Denkmalpflege geführt wird. Die folgenden Angaben ersetzen nicht die rechtsverbindliche Auskunft der Denkmalschutzbehörde.
 Diese Liste gibt den Fortschreibungsstand vom 3. Juli 2018 wieder und enthält vier Baudenkmäler.

## Baudenkmäler nach Gemeindeteilen
Altencreußen
| Lage                | Objekt     | Beschreibung                                | Akten-Nr.    | Bild |
| ------------------- | ---------- | ------------------------------------------- | ------------ | ---- |
| Hainbühl (Standort) | Kreuzstein | Niedriger Sandsteinstumpf, mittelalterlich. | D-4-72-180-1 | BW   |

Losau
| Lage                | Objekt   | Beschreibung                                                                     | Akten-Nr.    | Bild |
| ------------------- | -------- | -------------------------------------------------------------------------------- | ------------ | ---- |
| In Losau (Standort) | Backhaus | Eingeschossiger Bau aus Sandsteinquadern mit Satteldach, frühes 19. Jahrhundert. | D-4-72-180-3 | BW   |

Prebitz
| Lage                  | Objekt                                 | Beschreibung                                                                                       | Akten-Nr.    | Bild |
| --------------------- | -------------------------------------- | -------------------------------------------------------------------------------------------------- | ------------ | ---- |
| Prebitz 20 (Standort) | Ehemaliges Schulhaus mit Lehrerwohnung | Eingeschossiger, verputzter Sandsteinquaderbau mit Krüppelwalm- und Satteldach, bezeichnet „1821“. | D-4-72-180-4 | BW   |

Ruspen
| Lage                | Objekt        | Beschreibung                                                                           | Akten-Nr.    | Bild |
| ------------------- | ------------- | -------------------------------------------------------------------------------------- | ------------ | ---- |
| Ruspen 3 (Standort) | Wohnstallhaus | Erdgeschoss massiv, Fachwerkobergeschoss und Satteldach, erste Hälfte 19. Jahrhundert. | D-4-72-180-2 | BW   |